# Postmen
Postman es The Anonymous Mis (Remon Stotijn) de Róterdam (Holanda).
Antes eran un grupo de tres componentes, G-Boah (Gus Bear) y Shy Rock (Michael Parkinson). Debido a la marcha de los dos últimos para continuar con sus respectivas carreras en solitario, Remon decidió seguir adelante con su banda. Su música es rap/hiphop.

## Discografía
- 1998: Documents
- 2001: Revival
- 2003: Era
- 2006: Green